# Langevåg

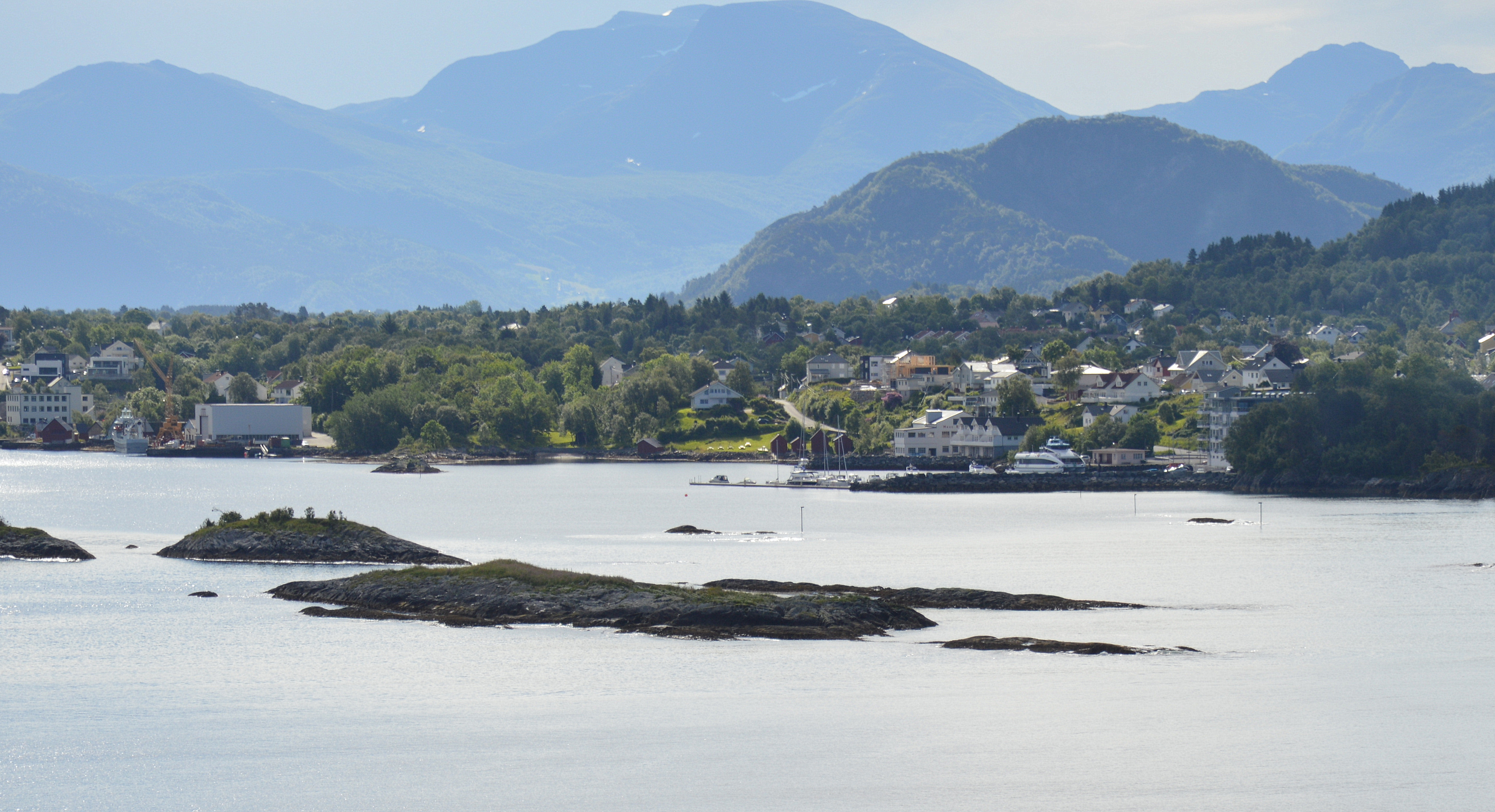
Blick von Norden auf Langevåg, 2017

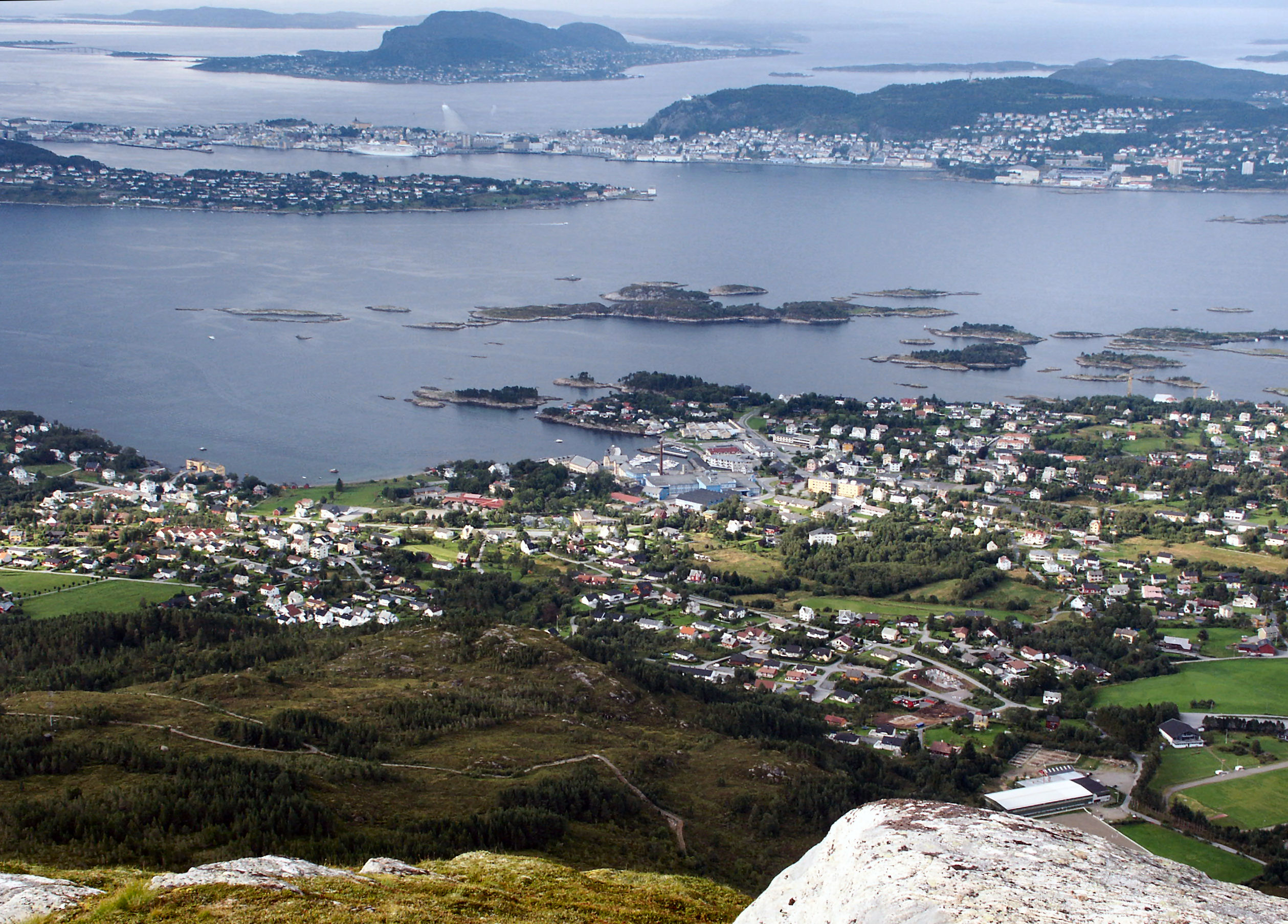
Blick von Süden, 2006

Langevåg ist ein Ort in der norwegischen Gemeinde Sula auf der gleichnamigen Insel in der Provinz Møre og Romsdal. Langevåg ist das Verwaltungszentrum der Gemeinde Sula. Es hat die Postleitzahl 6030.

## Lage
Die Ortschaft liegt auf dem Nordufer der Insel Sula am Heissafjorden. Auf der anderen Seite des Fjords liegt die Stadt Ålesund, zu der Fährverbindungen bestehen. Langevåg vorgelagert sind mehrere Schären um die Schäre Storholmen.

## Wirtschaft
Im Ort bestehen mehrere Unternehmen aus dem Bereich Maschinenbau sowie der Lebensmittel-, Textil- und Holzindustrie. Ein weiterer wichtiger Sektor ist der Bau und die Reparatur von Schiffen sowie von Einrichtungen für Öl-Bohrunternehmen. In Langevåg wird die Zeitung Sulaposten herausgegeben.

## Geschichte
Am 13. März 1972 geriet das im Ort liegende Schiff Senja in Brand und wurde schwer beschädigt.

## Bauwerke und Denkmale
Im Ort besteht die 1948 errichtete Kirche von Langevåg. Im Bereich des Hafens wurden archäologische maritime Streufunde gemacht.

## Persönlichkeiten
Im Ort geboren wurden der Tubaspieler Stein Erik Tafjord (* 1953), der Waldhornist Runar Tafjord (* 1957), der Jazz-Trompeter und Musikproduzent Nils Petter Molvær (* 1960), die Waldhornistin Hild Sofie Tafjord (* 1974) und der Jazztrompeter und Komponist Kåre Nymark (* 1974).
Die Fußballspielerin Cecilie Hauståker Fiskerstrand (* 1996) begann ihre sportliche Karriere beim örtlichen Sportverein.